# Clathria incrustans
Clathria incrustans är en svampdjursart som beskrevs av Patricia R. Bergquist 1961. Clathria incrustans ingår i släktet Clathria och familjen Microcionidae.
Artens utbredningsområde är havet kring Nya Zeeland. Inga underarter finns listade i Catalogue of Life.